# 고스트스크립트
고스트스크립트(Ghostscript)는 어도비의 포스트스크립트 및 PDF 페이지 기술 언어에 대한 인터프리터를 기반으로 한 소프트웨어이다. 주요 목적은 포스트스크립트와 PDF 파일에서 변환 및 완전한 호환을 가능하게 하는 페이지 기술 언어, 파일의 래스터화 또는 렌더링, 문서 페이지의 표시 또는 인쇄이다.

## 기능
사실상 GNU AGPL 라이선스를 따르는 고스트스크립트는 광범위하게 포스트스크립트 기술과 PDF응용 영역에서 안정된 호환성으로 인해 활용된다.

## 듀얼 라이선스
공개버전과 상용버전의 이중라이센스를 갖는 고스트스크립트는 고스트스크립트 공개소스를 사용할 때에는 그 소프트웨어 프로그램 역시 공개소스로 배포되어야 한다. 한편 상용버전을 일정 비용의 로열티를 고스트스크립트에 지불하고 사용한다면 그 소프트웨어 프로그램은 공개소스로 배포될 필요는 없게 된다.

## 같이 보기
- PDF